# 9420 Dewar
A 9420 Dewar (ideiglenes jelöléssel 1995 XP4) a Naprendszer kisbolygóövében található aszteroida. A Spacewatch fedezte fel 1995. december 14-én.